# Dom rodzinny Sigmunda Freuda w Příborze
Dom rodzinny Sigmunda Freuda w Příborze (czes. Rodný dům Sigmunda Freuda) – muzeum, dom rodzinny Sigmunda Freuda zlokalizowany w Příborze, przy ul. Zámečnickiej 117.

## Historia i wystawa
Ojciec Sigmunda Freuda Jacob (1815-1896), kupiec tekstylny, przeprowadził się do Příbora w 1840 z Halicza. Jego małżonka – Amalia (1835-1930) także pochodziła z Halicza. 6 maja 1856 urodziła w Příborze syna – Sigmunda, który był najstarszy z ósemki rodzeństwa. Sigmund Freud spędził w Příborze tylko trzy pierwsze lata swojego życia, właśnie w domu, który stanowi obecnie muzeum. Rodzina Freudów zajmowała tu wynajęte od Zajíców mieszkanie na pierwszym piętrze. Ojciec Sigmunda Freuda należał do czołowych handlarzy tekstyliami w mieście, ale mimo to status materialny rodziny nie był zadowalający. W 1859 opuścili Příbor i przez Lipsk udali się do Wiednia.
Dom stoi obecnie samotnie, jednak w czasach Freudów stanowił zakończenie dłuższej pierzei, przy nieistniejącej obecnie uliczce, zburzonej w 1975 z wyjątkiem domu Freudów. Budynek od 1812 należał do rodziny Zajíców. Pierwszą tablicę pamiątkową umieszczono na obiekcie 25 października 1931 (75. rocznica urodzin Freuda). Jej autorem był miejscowy artysta – František Juraň. Zniszczyli ją Niemcy podczas okupacji (Freudowie byli żydowską rodziną). Nowa tablica powieszona została w 1947, a jeszcze okazalsza 4 października 1969. 14 grudnia 2004 dom odkupiło miasto. W sierpniu 2005 dom stał się narodowym zabytkiem kultury. 1 stycznia 2006 rozpoczęto rekonstrukcję domu według projektu Zdeňka Tupego i nadano mu wygląd z drugiej połowy XIX wieku. 27 maja tego samego roku, w obecności członków rodziny Freuda i prezydenta Czech Václava Klausa, dom udostępniono zwiedzającym jako muzeum Sigmunda Freuda. Eksponowana jest tu wystawa Sigmund Freud – człowiek, która pokazuje naukowca nie tylko jako wybitnego psychoanalityka, ale także człowieka pełnego humoru i autora wielu zabawnych wypowiedzi. Wystawie towarzyszą karykatury Vladimíra Jiránka. Wyświetlany jest także krótki film o dzieciństwie naukowca. Zwiedzanie odbywa się ze słuchawkami. Przed wejściem do domu stoi miedziana rzeźba uliczna w formie kozetki, na której można usiąść lub się położyć.

## Galeria

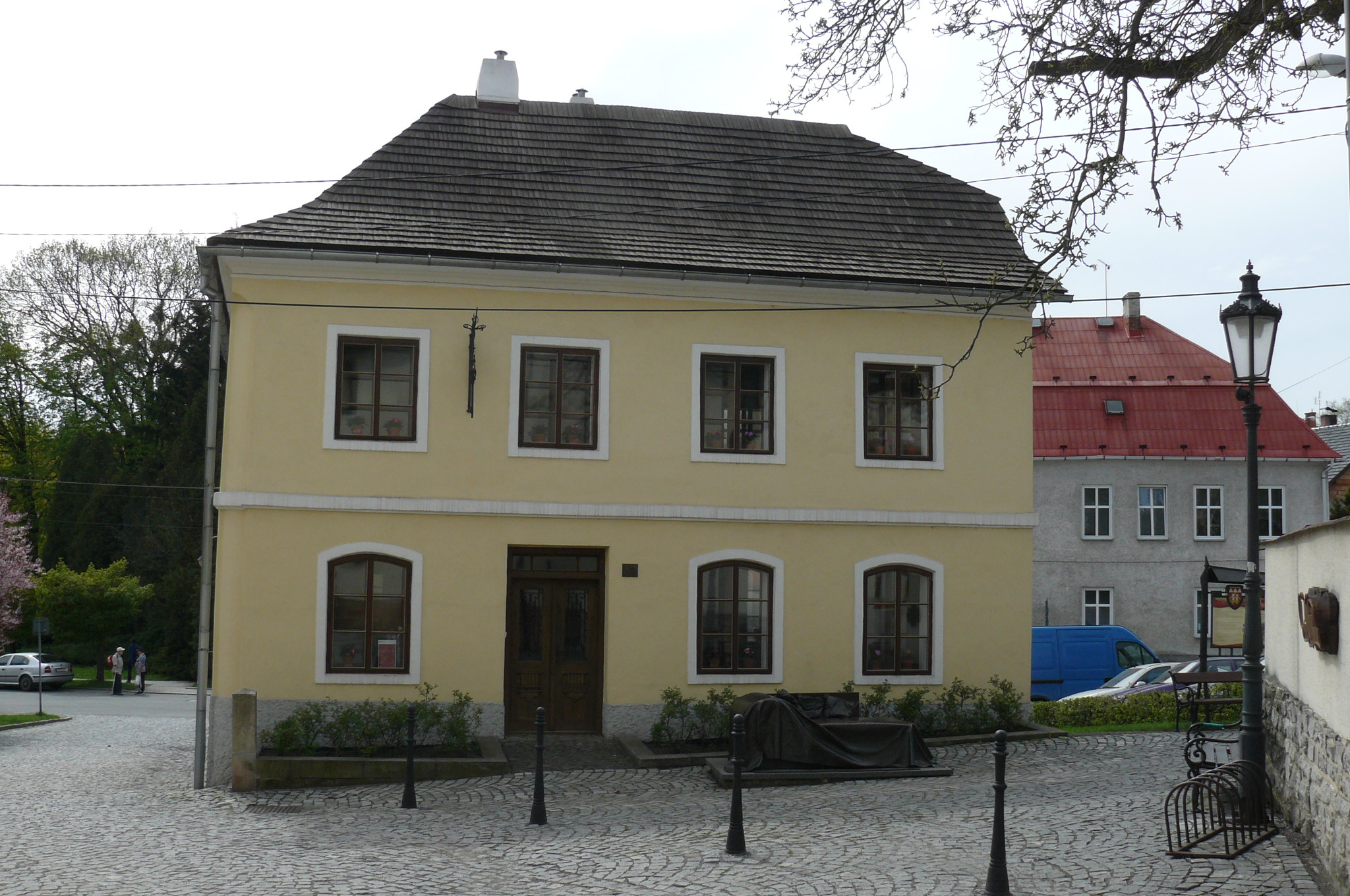
Wejście
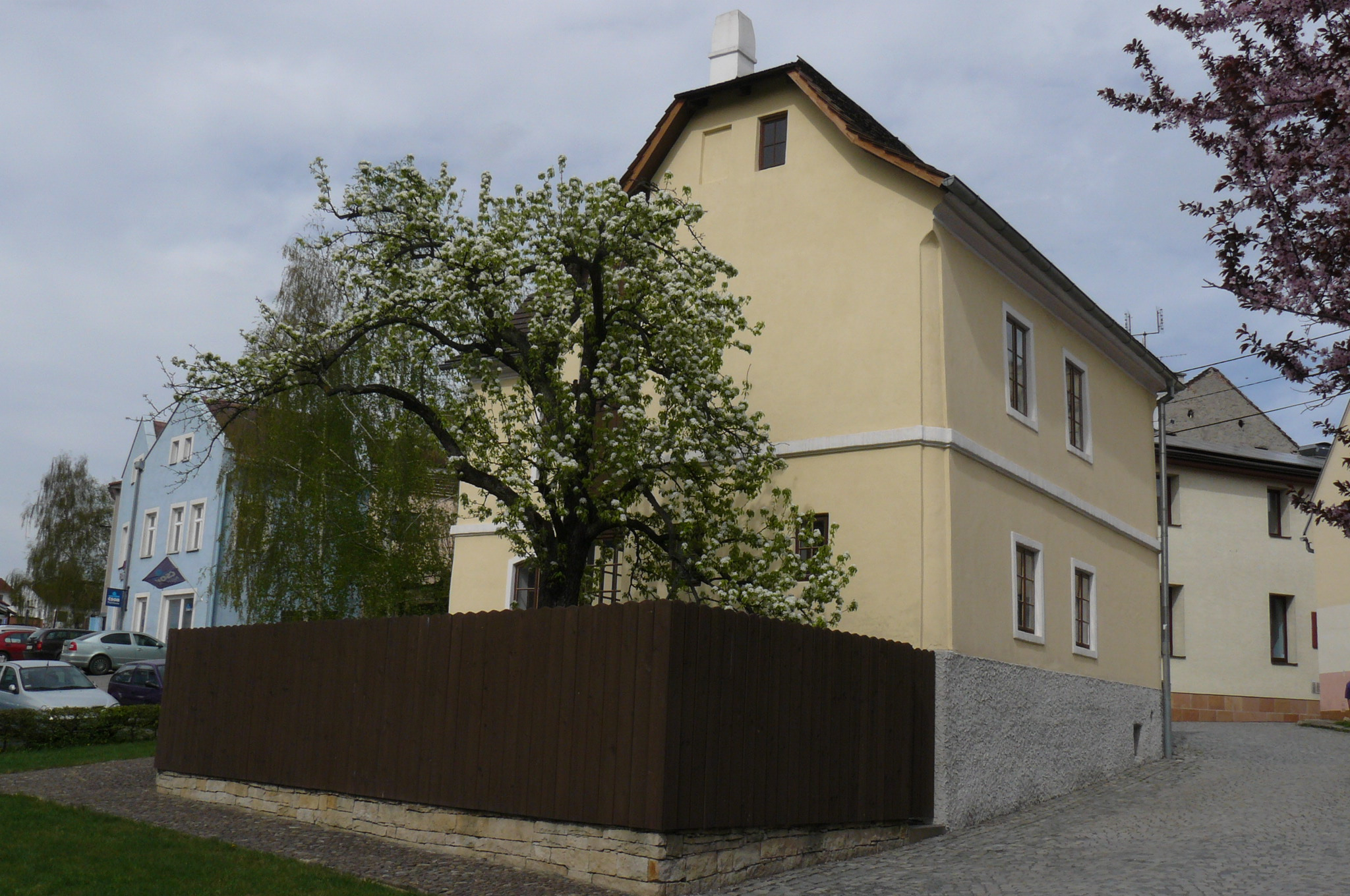
Tyły i ogród
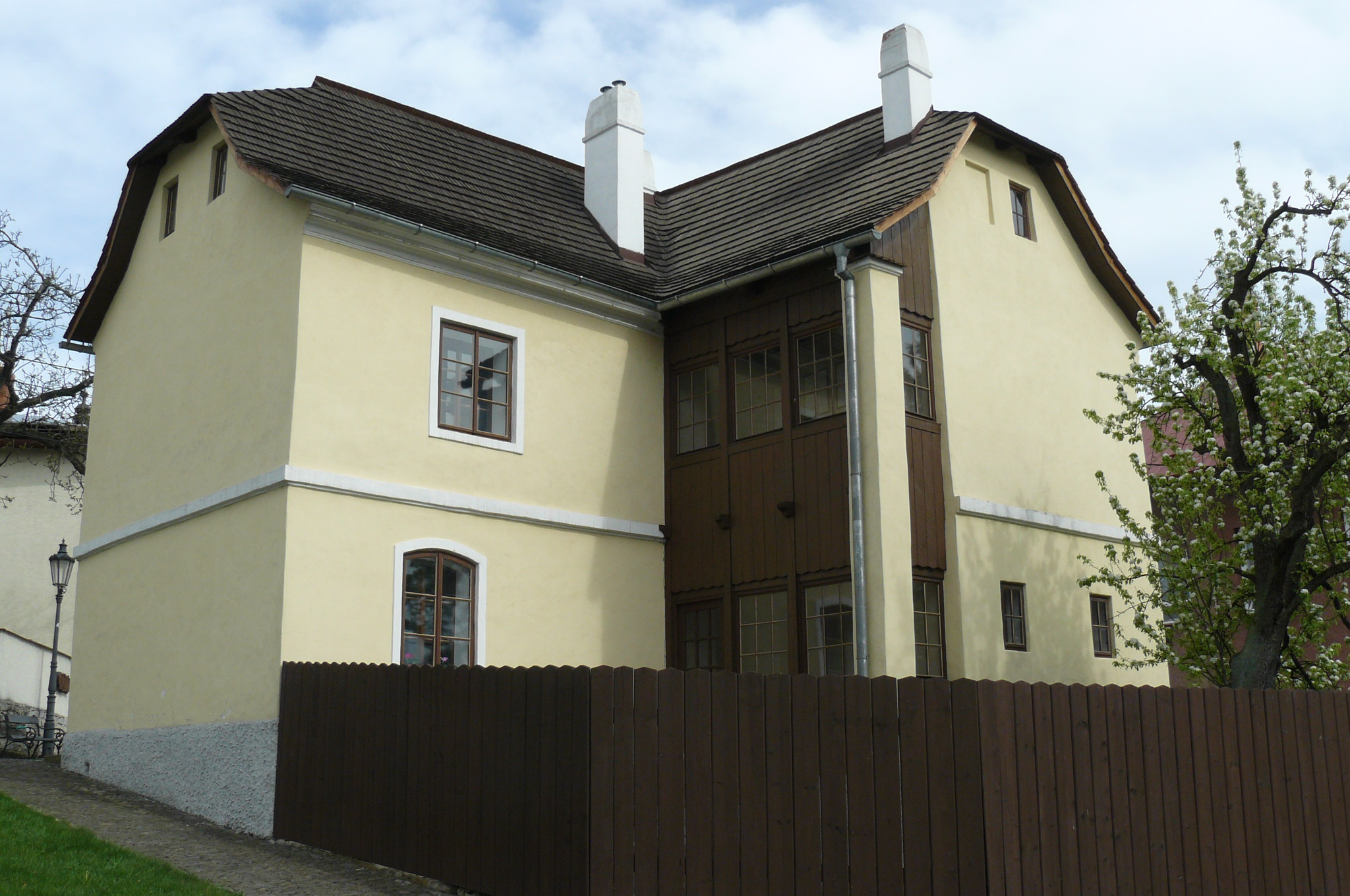
Klatka schodowa
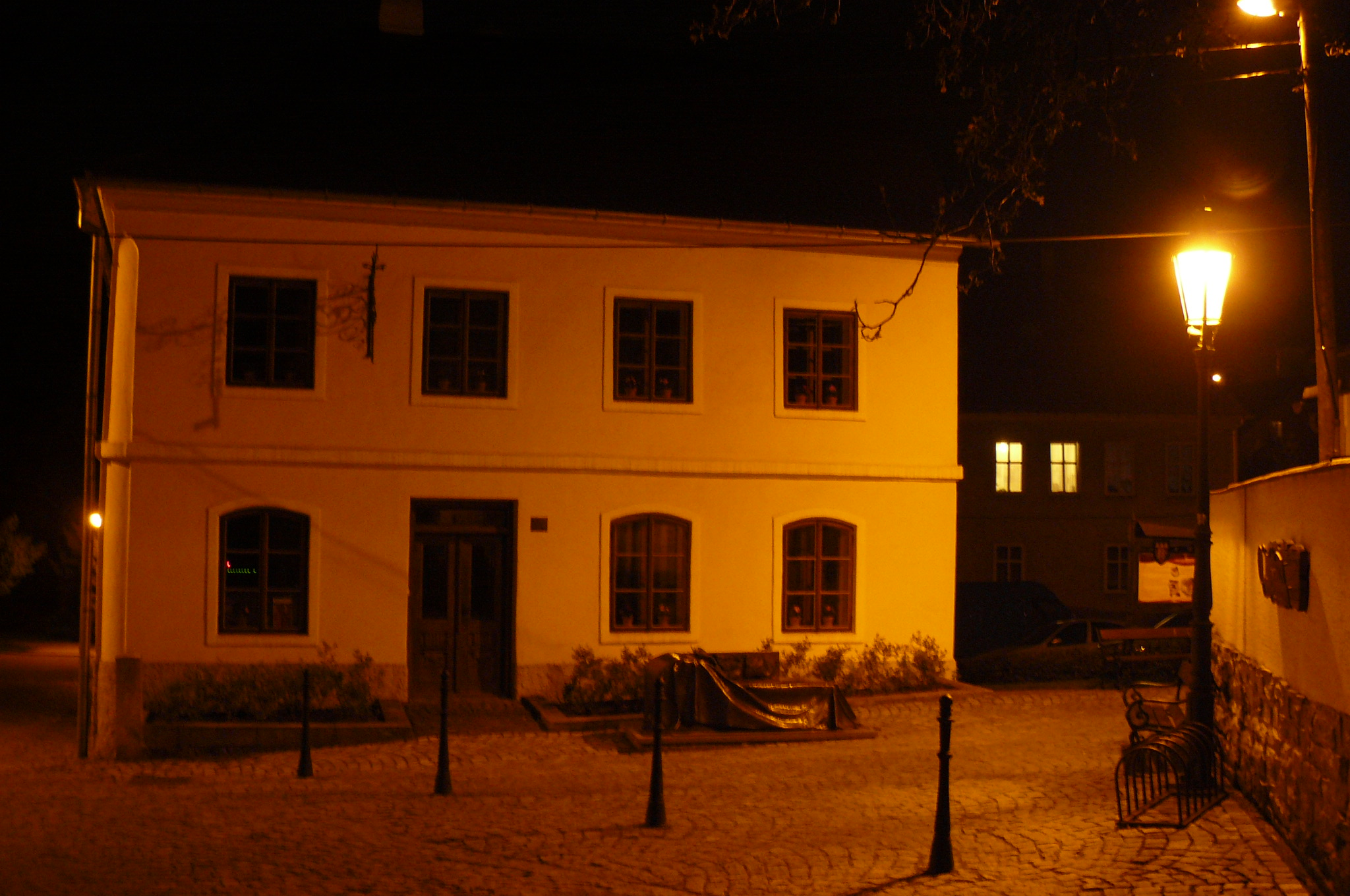
Widok nocą
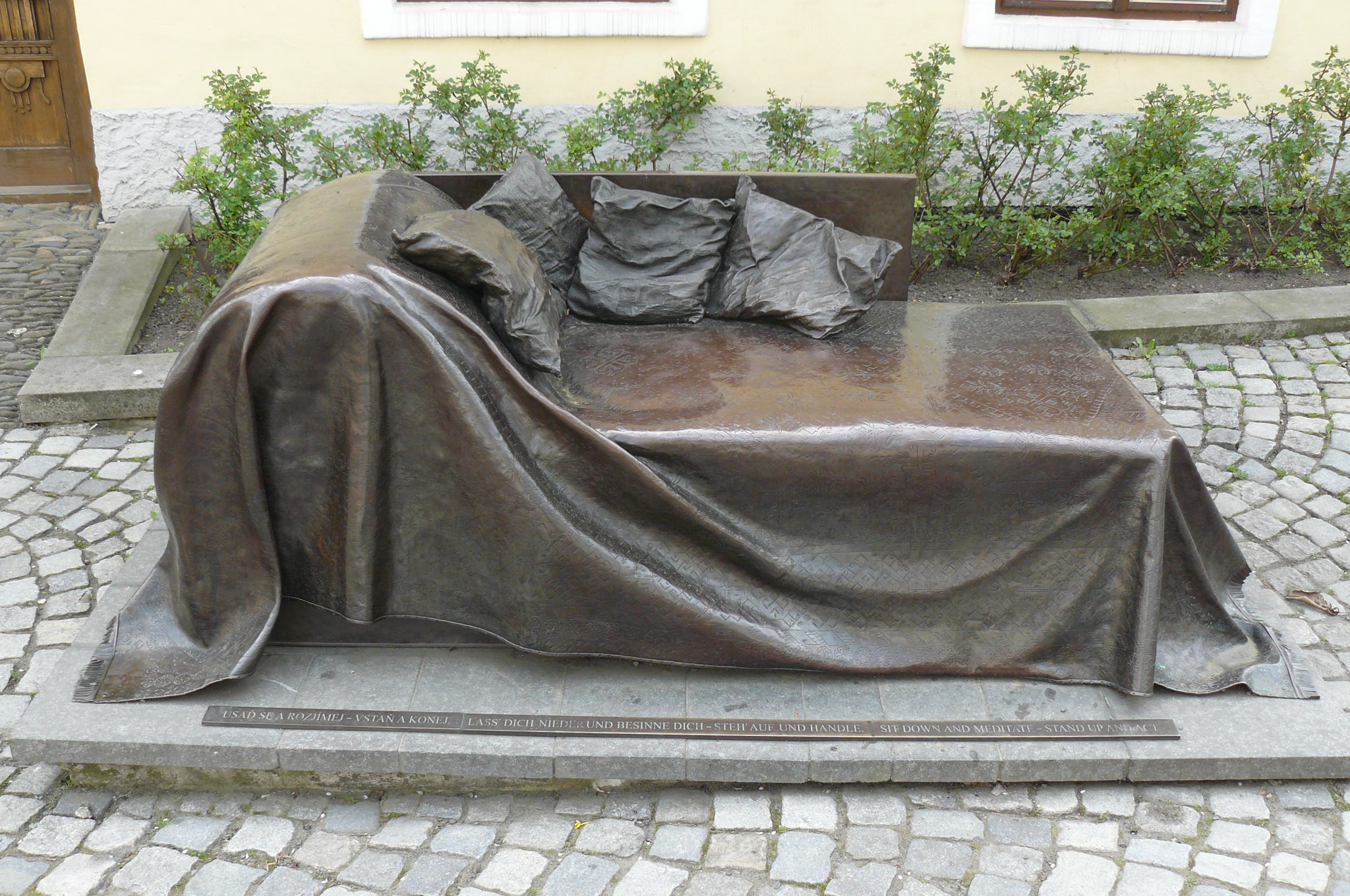
Rzeźba kozetki
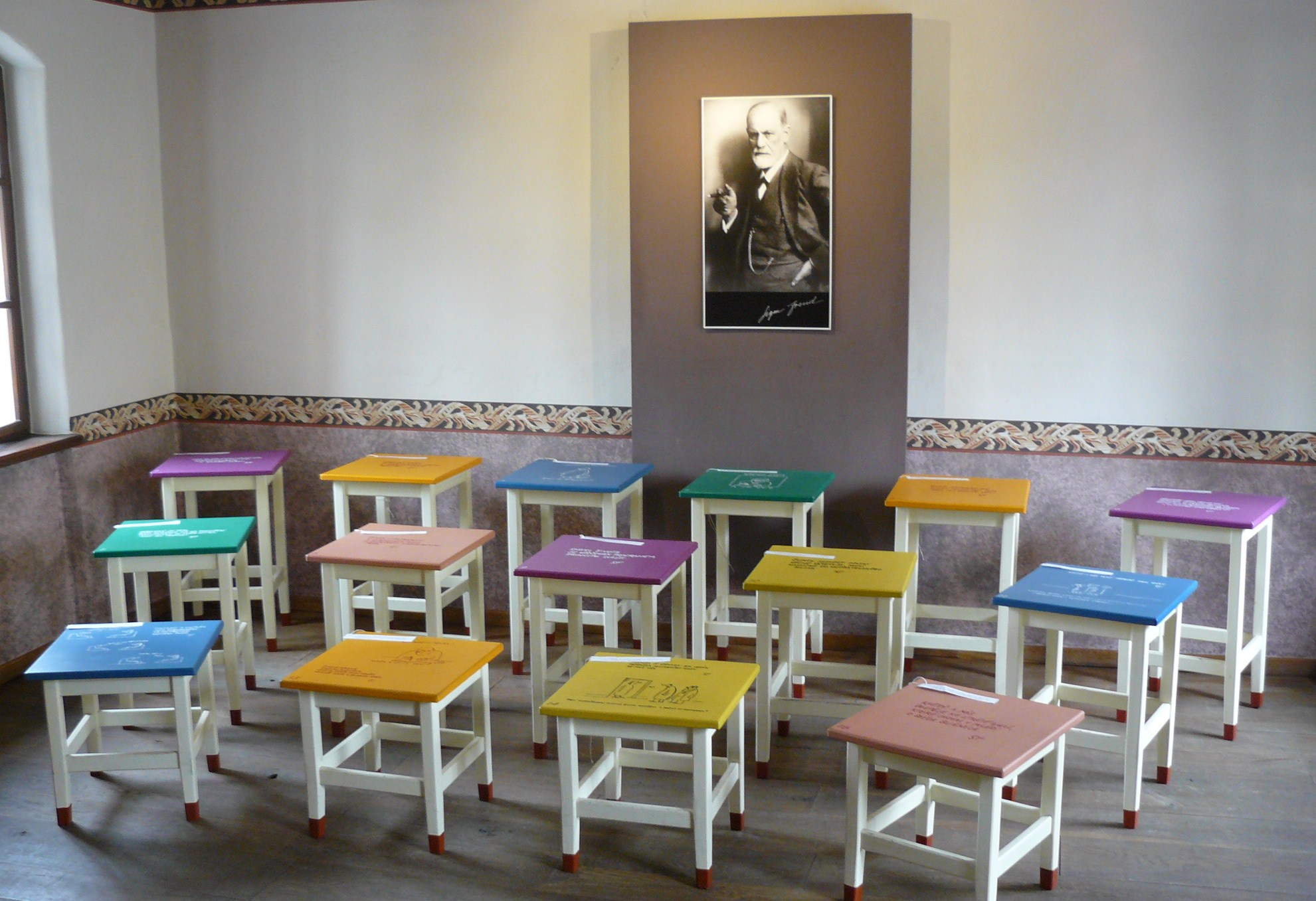
Sala audiowizualna
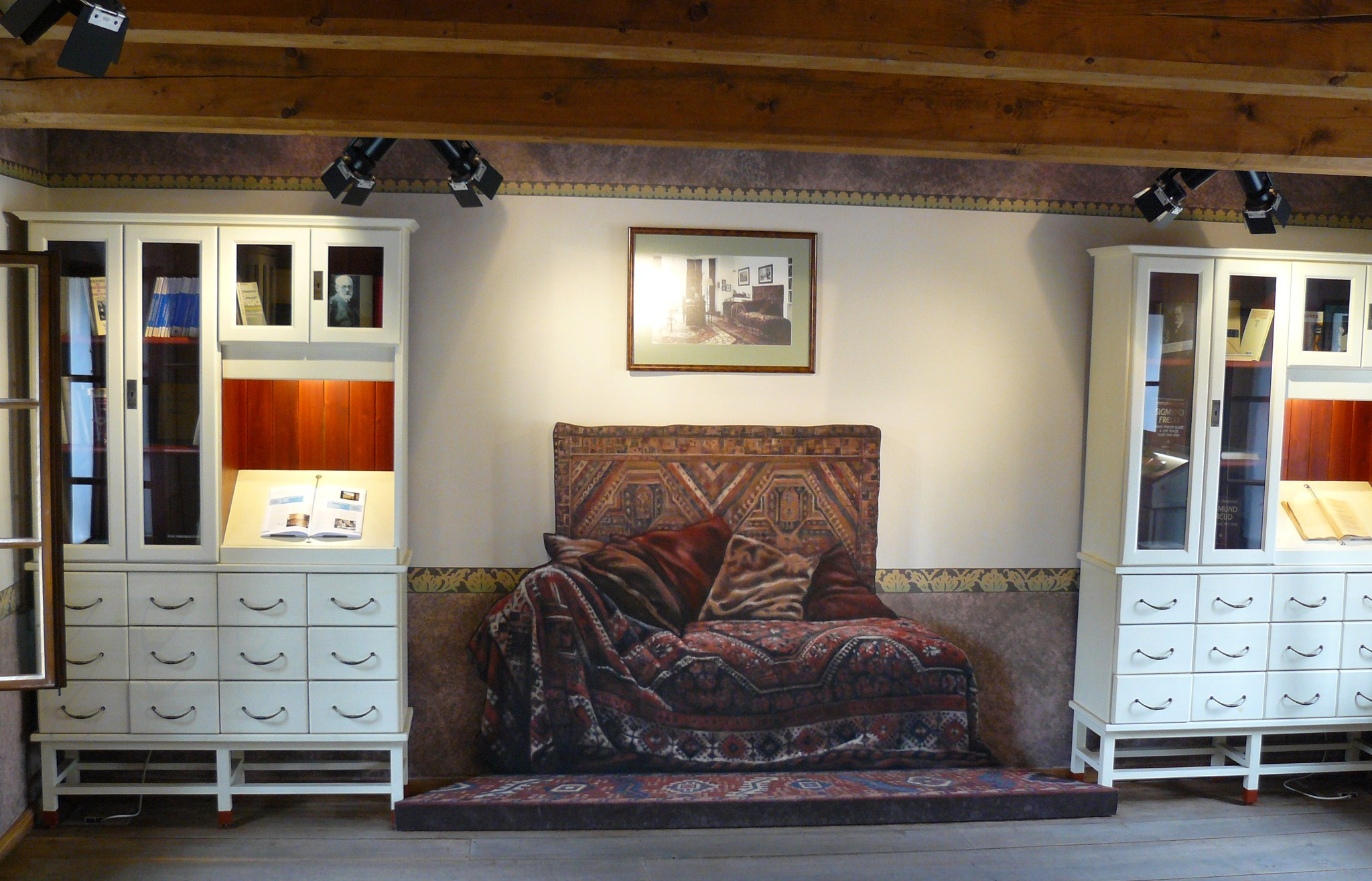
Piętro (dawne izby Freudów)
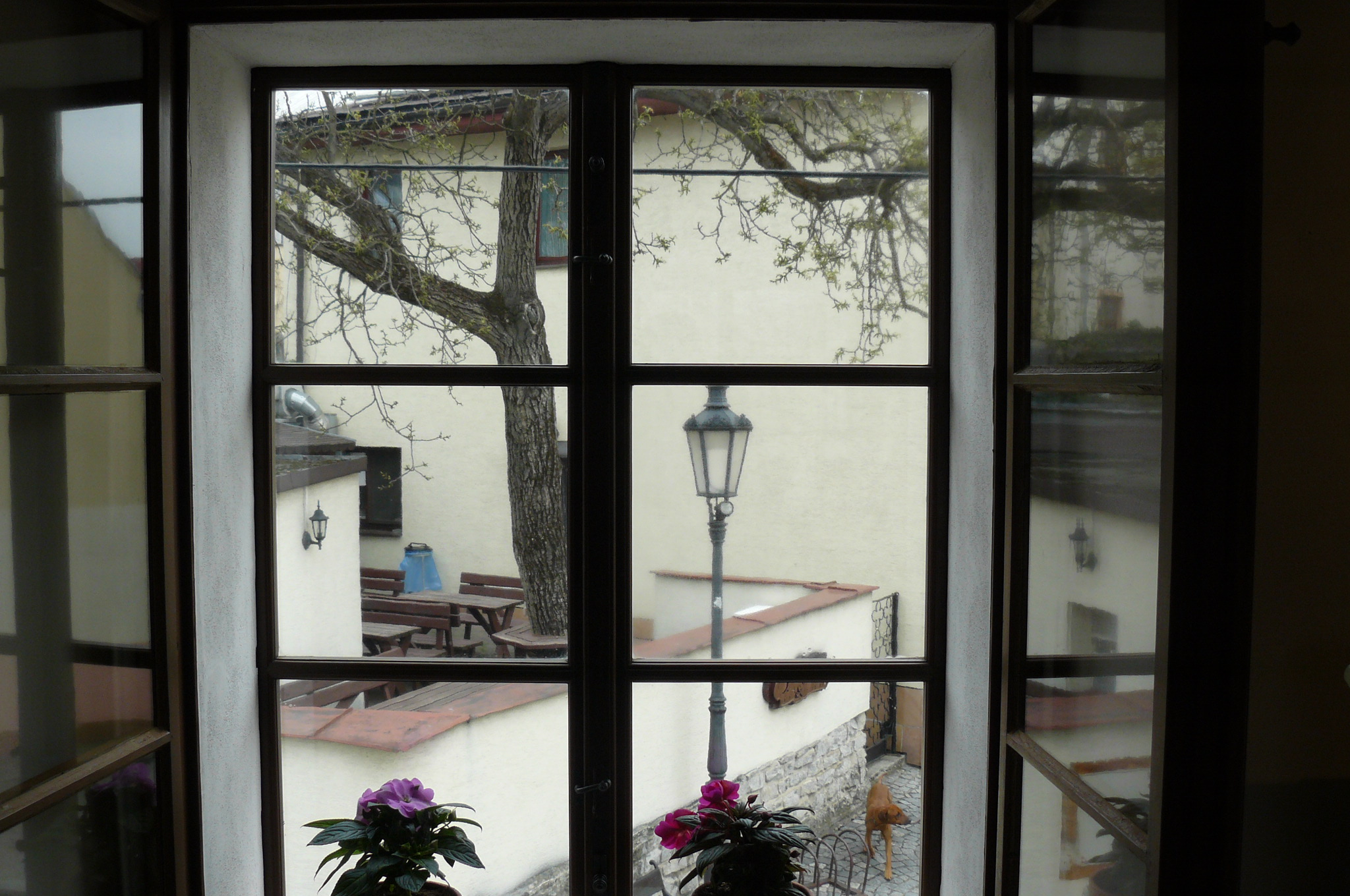
Widok z piętra
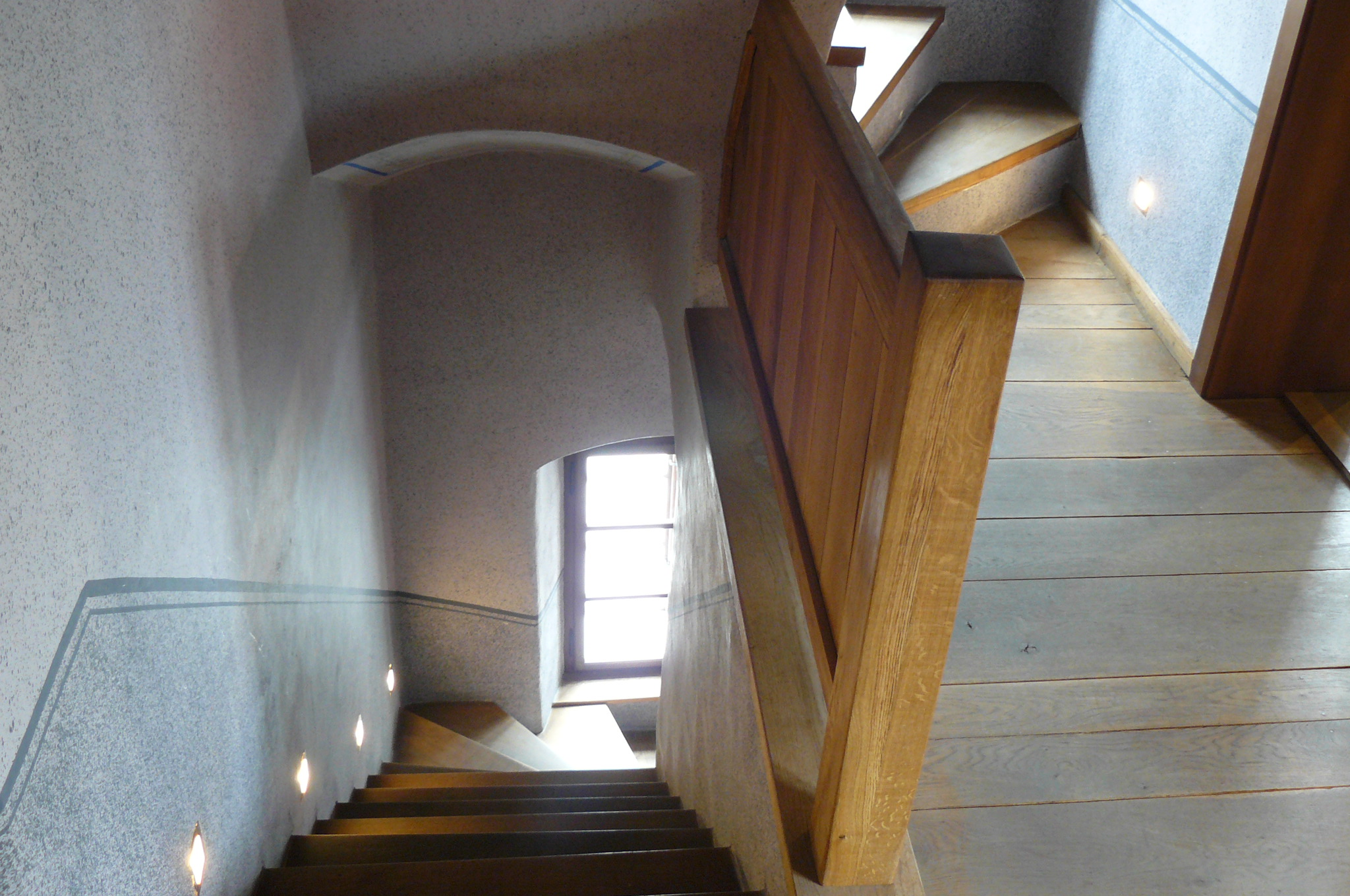
Klatka schodowa
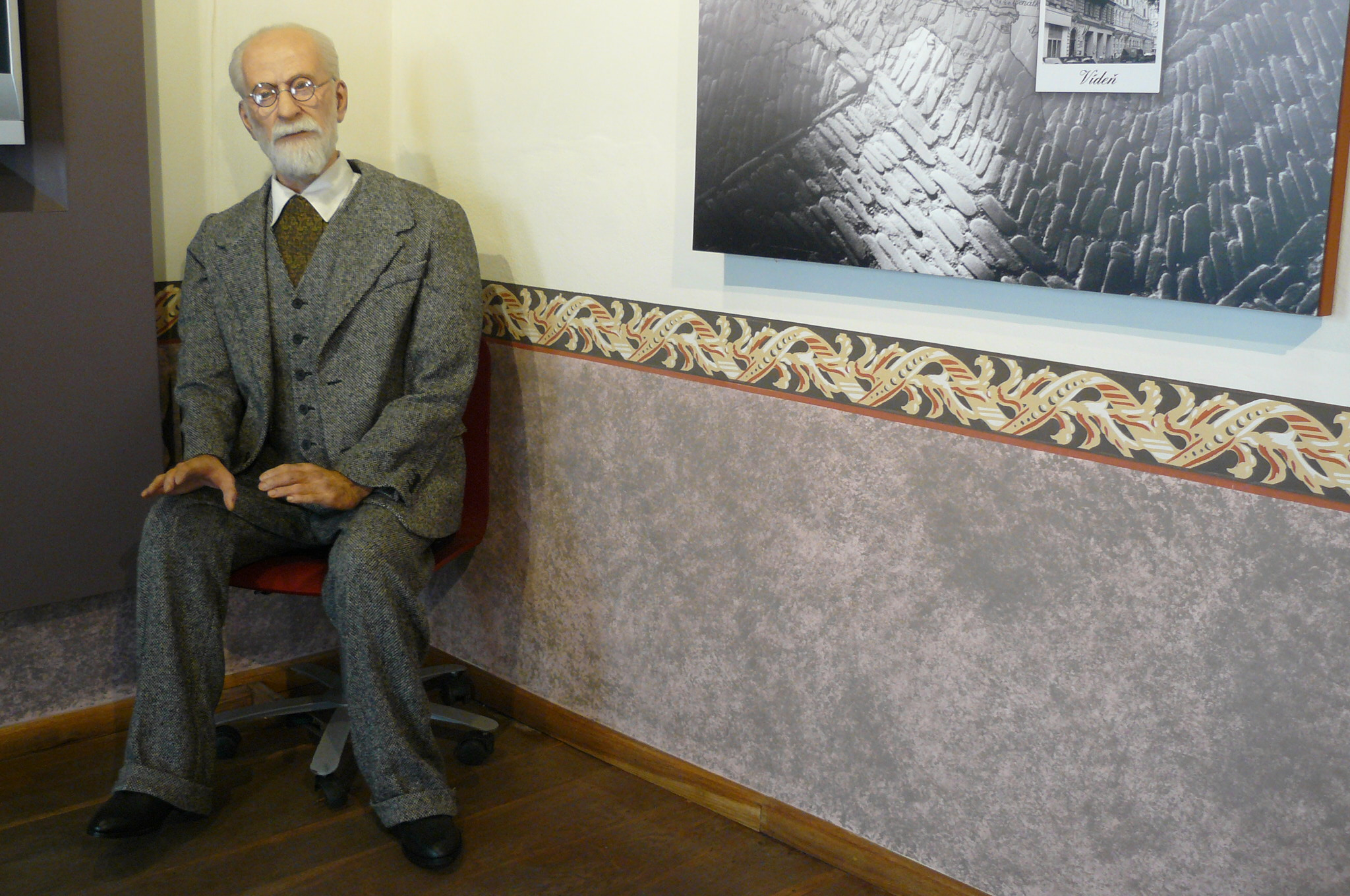
Rzeźba Sigmunda Freuda
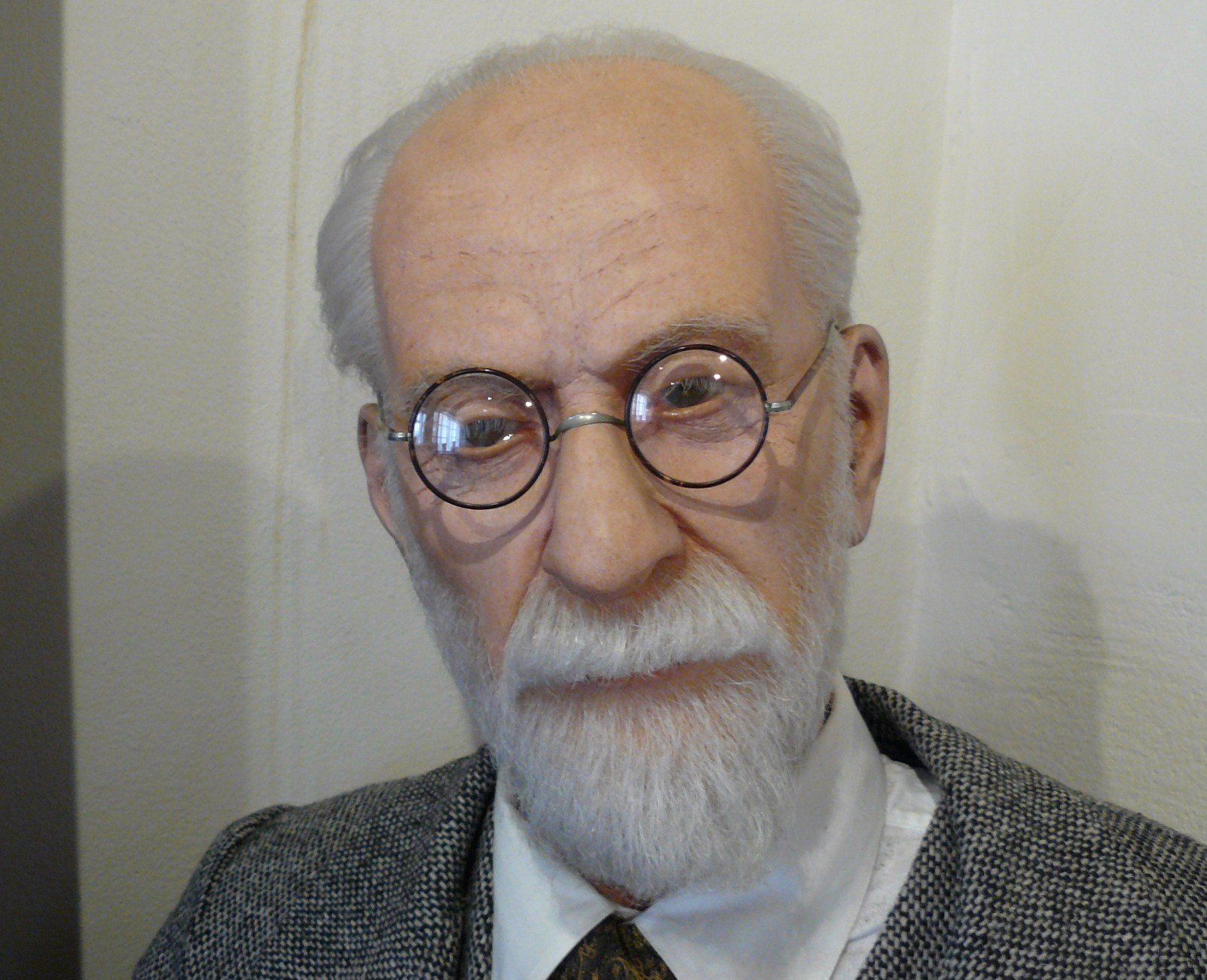
Twarz rzeźby Freuda